# Скоблов Дмитро Сергійович
Дмитро Сергійович Скоблов (нар. 30 листопада 1989, Маріуполь, Донецька область, УРСР) — український футболіст, півзахисник.

## Біографія
Вихованець маріупольського футболу. Перші тренери — Анатолій Олександрович Стрепетов і В. Е. Коновалов. У ДЮФЛ захищав кольори футбольної академії Єнакіївського металургійного заводу. У 2005 році в складі запорізького «Космосу» грав у фінальній частині цього турніру.
Після завершення навчання грав у Другій лізі за «Іллічівець-2». У першій команді «Приазовців» дебютував 3 серпня 2007 року в матчі Першої ліги проти «Кримтеплиці». Після повернення маріупольців до найвищого дивізіону Скоблов грав у молодіжній першості. У цьому турнірі зіграв понад 120 матчів, що було одним з рекордних показників. Не один рік був лідером у дублі. За власними словами футболіста, він неодноразово просився в оренду, але його не відпускали. Потім отримав травму і більше пропозицій не було. За цей період Дмитро лише двічі грав за «Іллічівець» в офіційних матчах. У розіграші Кубка України 2009/10 футболіст виходив на поле в матчах проти свердловського «Шахтаря» та сімферопольської «Таврії».
Улітку 2012 року перейшов у «Шахтар-3» (Донецьк), де виступав два сезони в Другій лізі. Поряд з Акімовим та Ілюком був одним з найдосвідченіших гравців у цій команді. Разом з Акімовим виконував основну роботу в центрі поля. Багато користі приносили вони і у виконанні штрафних, і в розпасовках. Цей дует 24-річних півзахисників для «Шахтаря-3» був фактично незамінним.
Улітку 2014 року повернувся в «Іллічівець». У Прем'єр-лізі дебютував 1 листопада того ж року на 89-й хвилині гри проти полтавської «Ворскли», замінивши Сергія Шевчука. До кінця сезону Скоблов устиг взяти участь ще в 11 іграх найвищого дивізіону, у 8 з яких виходив у стартовому складі. Наступний сезон теж провів у складі «приазовців», але вже не так часто виходив на поле.
Улітку 2016 року підписав дворічний контракт з «Буковиною», але в січні 2017 року за обопільною згодою сторін припинив співпрацю з чернівецькою командою та підписав контракт з клубом «Геліос». У грудні того ж року покинув харківський клуб і приєднався до складу луцької «Волині». По завершенню 2017/18 сезону покинув команду і підписав контракт із краматорським «Авангардом», за який виступав до літа 2019 року. З липня виступав вже за іншого представника першої української ліги: «Кремінь» (Кременчук), а в лютому 2020 року підписав контракт із запорізьким «Металургом».

## Особисте життя
Одружений. З дружиною Христиною виховує доньку Єву.

## Статистика
Станом на 1 жовтня 2020 року
| Клуб                         | Ліга         | Сезон   | Чемпіонат | Чемпіонат | Кубок | Кубок | Дубль | Дубль |
| Клуб                         | Ліга         | Сезон   | Ігри      | Голи      | Ігри  | Голи  | Ігри  | Голи  |
| ---------------------------- | ------------ | ------- | --------- | --------- | ----- | ----- | ----- | ----- |
| Іллічівець (Маріуполь)       | Прем'єр-ліга | 2006/07 |           |           |       |       | 16    | 0     |
| Іллічівець-2 (Маріуполь)     | Друга ліга   | 2006/07 | 26        | 3         |       |       |       |       |
| Іллічівець (Маріуполь)       | Перша ліга   | 2007/08 | 1         | 0         |       |       |       |       |
| Фенікс-Іллічовець (Калініне) | Перша ліга   | 2007/08 | 14        | 0         |       |       |       |       |
| Іллічівець-2 (Маріуполь)     | Друга ліга   | 2007/08 | 8         | 1         |       |       |       |       |
| Іллічівець (Маріуполь)       | Прем'єр-ліга | 2008/09 |           |           |       |       | 23    | 2     |
| Іллічівець (Маріуполь)       | Прем'єр-ліга | 2009/10 |           |           | 2     | 0     | 25    | 3     |
| Іллічівець (Маріуполь)       | Прем'єр-ліга | 2010/11 |           |           |       |       | 28    | 7     |
| Іллічівець (Маріуполь)       | Прем'єр-ліга | 2011/12 |           |           |       |       | 26    | 7     |
| Шахтар-3 (Донецьк)           | Друга ліга   | 2012/13 | 22        | 5         |       |       |       |       |
| Шахтар-3 (Донецьк)           | Друга ліга   | 2013/14 | 28        | 9         |       |       |       |       |
| Іллічівець (Маріуполь)       | Прем'єр-ліга | 2014/15 | 12        | 0         | 1     | 0     | 3     | 0     |
| Іллічівець (Маріуполь)       | Перша ліга   | 2015/16 | 6         | 0         |       |       |       |       |
| Буковина (Чернівці)          | Перша ліга   | 2016/17 | 18        | 3         | 1     | 0     |       |       |
| Геліос (Харків)              | Перша ліга   | 2016/17 | 13        | 0         |       |       |       |       |
| Геліос (Харків)              | Перша ліга   | 2017/18 | 20        | 2         | 1     | 0     |       |       |
| Волинь (Луцьк)               | Перша ліга   | 2017/18 | 7         | 0         |       |       |       |       |
| Авангард (Краматорськ)       | Перша ліга   | 2018/19 | 18        | 1         | 1     | 0     |       |       |
| Кремінь (Кременчук)          | Перша ліга   | 2019/20 | 16        | 2         | 1     | 0     |       |       |
| Металург (Запоріжжя)         | Перша ліга   | 2019/20 | 5         | 0         |       |       |       |       |